# Иевково (Тверская область)
Иевково — деревня в Удомельском городском округе Тверской области.

## География
Деревня находится в северной части Тверской области на расстоянии приблизительно 5 км на запад-юго-запад по прямой от железнодорожного вокзала города Удомля в 4 км южнее железной дороги Бологое-Рыбинск.

## История
Известна с 1478 года. В 1859 году принадлежала помещице Сназиной-Тормасовой Елизавете Дмитриевне. Дворов (хозяйств) в ней было 13 (1859 год), 31 (1886), 33 (1911), 28 (1958), 7 (1986), 2 (2000). В советское время работали колхозы им. К. Ворошилова, им. Ленина и совхоз «Удомельский». До 2015 года входила в состав Удомельского сельского поселения до упразднения последнего. С 2015 года в составе Удомельского городского округа.

## Население
Численность населения: 96 человек (1859 год), 182 (1886), 225 (1911), 78 (1958), 7 (1986), 9 (русские 100 %) в 2002 году, 12 в 2010.